# ناحیه عین کرمس
ناحیه عین کرمس (به عربی: دائرة عین کرمس) یک ناحیه در الجزایر است که در استان تیارت واقع شده‌است.